# Baldo de' Bonafarii
Baldo de' Bonafarii (Piombino Dese, ... – Padova, tra febbraio e aprile 1418) è stato un politico e diplomatico italiano.

## Biografia
Di lui si hanno notizie a partire dal 1381, quando è attestato come studente di diritto all'università di Padova. Prima di addottorarsi entrò al servizio di Francesco I da Carrara e nel 1387 fu da questi inviato presso Ugolotto Biancardo per lamentarsi della mancata consegna di Vicenza ai signori di Padova. L'anno successivo, con l'ascesa dei Visconti, il Bonafarii lasciò la città e seguì Francesco II Novello in esilio. Nel 1389 questi lo mandò, con Pacino Donati, da Stefano Frangipane, conte di Veglia e Segna, per chiedere il suo aiuto.
Quando Francesco Novello tornò a Padova, nel 1390, fu nominato referendario e mantenne questo ruolo sino alla definitiva caduta dei carraresi nel 1404. Sempre nel 1390 ricevette la licenza in utroque iure; è priva di fondamento la notizia, tramandata da alcuni storici, che lo dice professore di diritto nell'ateneo patavino.
Nel 1393 fu inviato presso Gian Galeazzo Visconti perché restituisse i resti di Francesco I, morto in carcere a Monza. Nello stesso anno sposò Sibilla de Cetto e nel 1394 fu incaricato di inserire negli estimi i beni del protonotario apostolico Basilio e della famiglia Collalto. Nel 1402 fu nominato vicario di Carrara, Anguillara e Oriago.
Dopo la conquista di Padova da parte della Serenissima si ritirò dalla vita pubblica, dedicandosi alle attività religiose. Vicino ai frati minori, con la moglie fondò il convento, l'ospedale e la chiesa di San Francesco.
Ancora in vita il 2 febbraio 1418, morì nelle settimane successive visto che il 21 aprile dello stesso anno Sibilla si dichiarava vedova.